# Nishiki Tenman-gū
Nishiki Tenman-gū (錦天満宮, Nishiki Tenman-gū) est un sanctuaire shinto situé dans le quartier Nakagyō-ku de Kyoto, au Japon. Il est situé au sein du marché de Nishiki.

## Histoire
En l'an 1003, le sanctuaire a été établi dans l'ancienne résidence de Sugawara no Koreyoshi, le père de Sugawara no Michizane  qui est un érudit et un politicien de la période Heian connu sous le nom de « Dieu de l'apprentissage ». Originellement lié à un temple, le sanctuaire a été déplacé à son emplacement actuel en 1587 pendant la période Azuchi-Momoyama lors de la reconstruction de Kyoto par Toyotomi Hideyoshi,,.

## La dévotion à  Tenjin
Tenjin est, en sa qualité de divinité des lettres, des études et des apprentissages, un soutien aux étudiants qui fréquentent le sanctuaire et peuvent, comme tout fidèle ou visiteur, caresser la vache nade-ushi, messager du kami, dont on remarque la statue au bronze lustré. Ce kami est aussi vénéré pour des activités liées à la réussite commerciale.

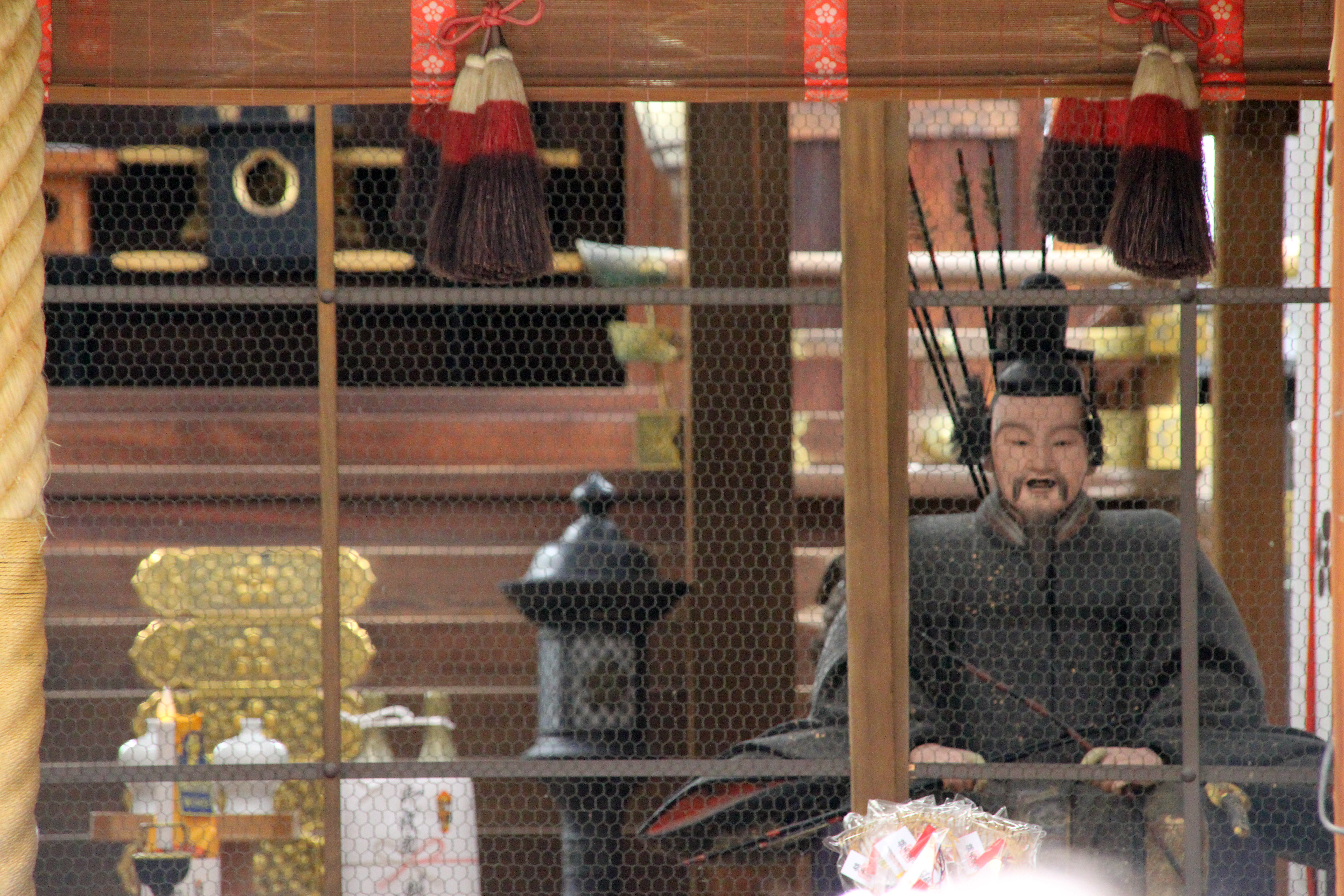
Salle principale du sanctuaire.

## Aujourd'hui
Situé sur le marché éponyme très fréquenté de Kyoto, le sanctuaire est très visité ; son portail principal ou torii se trouve dans une rue commerçante du marché et plus précisément à l’accès de Teramachi. Le torii est intégré au bâti des immeubles qui bordent la rue.
Le sanctuaire abrite un automate nommé Karakuri Omikuji qui a la particularité de vous servir, pour quelques yens, une prédiction de bonne aventure sur un air de musique traditionnelle de la cour impériale. Cet automate est une version modernisée des anciennes marionnettes Karakuri ningyō.
Le sanctuaire propose aussi une amulette originale qui est réalisée en bois en forme de prune (appréciée du kami qui lui dédie des vers de poésie) et appelée Daigan-ume. Sur un papier dédié on va écrire un souhait ensuite refermé à l’intérieur de l’amulette qui sera accrochée sur le prunier planté là.
Nishiki Tenmangu possède aussi une source naturelle dont l’eau est reconnue d’une remarquable qualité. Ainsi, des commerçants et fidèles boivent-ils cette eau et il est d’usage de laisser un accès libre à cette eau quand le sanctuaire est ouvert.

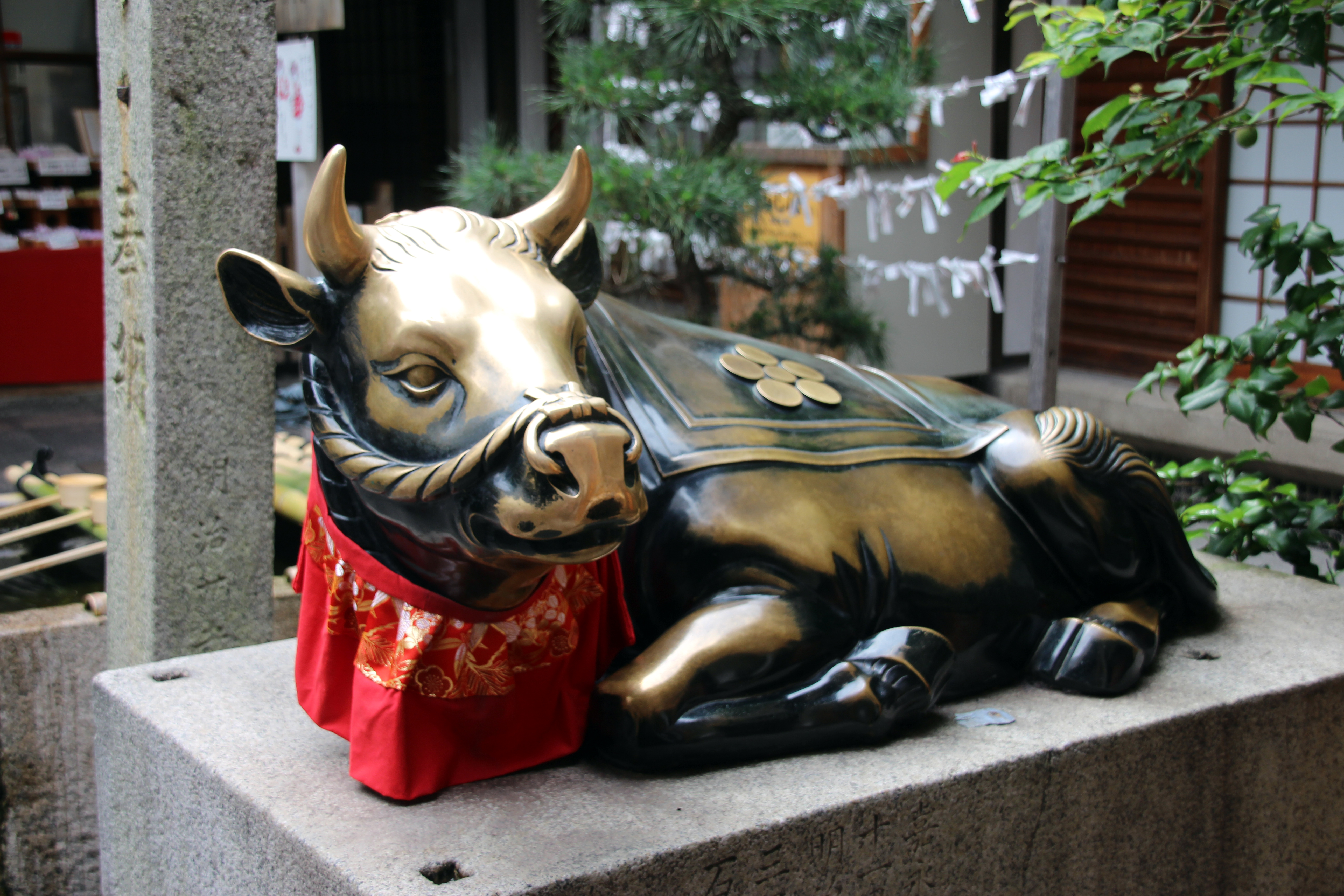
Symbole du Kami.

## Accessibilité
Accès par liaison ferroviaire et arrivée à la gare de Hankyu Karasuma ou celle de Hankyu Kawaramachi et de là une marche d’une dizaine de minutes. Accès avec dix minutes de marche à pied depuis la station Kyosaka Gion Shijo. Enfin les lignes de bus qui passent à proximité sont nombreuses et prévoir un arrêt sur Shijō Kawaramachi.
Il est à noter que depuis 2019 un service particulier de bus dessert les lieux touristiques de la ville et il est intéressant de consulter les informations du site si l'on envisage une visite.

## Festivités
Un calendrier est mis à jour et à disposition sur le site du sanctuaire. Outre des événements qui se déroulent chaque mois à l'occasion du jour de Tenjin, il faut retenir que des fêtes se déroulent au printemps et à l'automne.

## Galerie

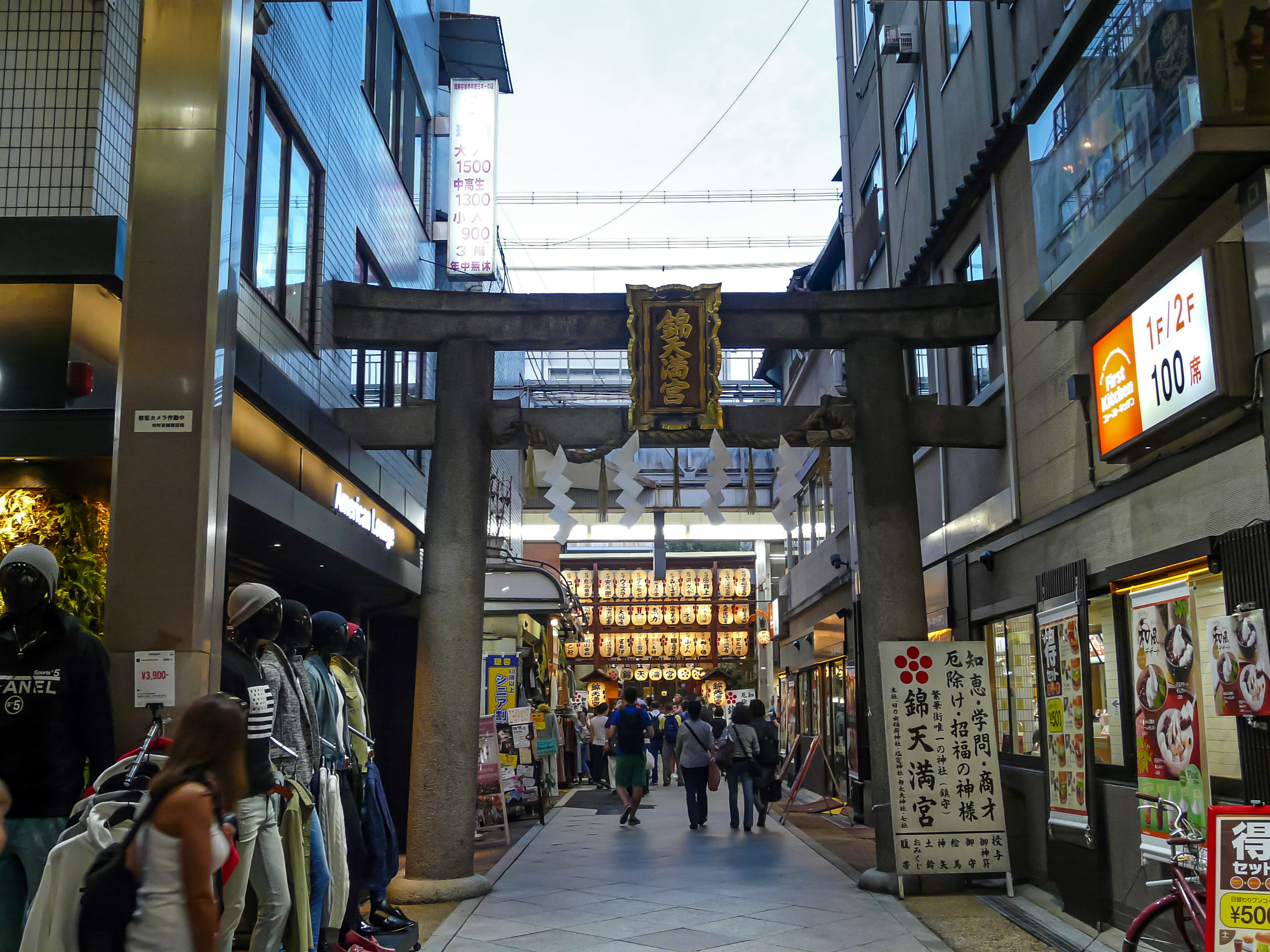
Torii monumental
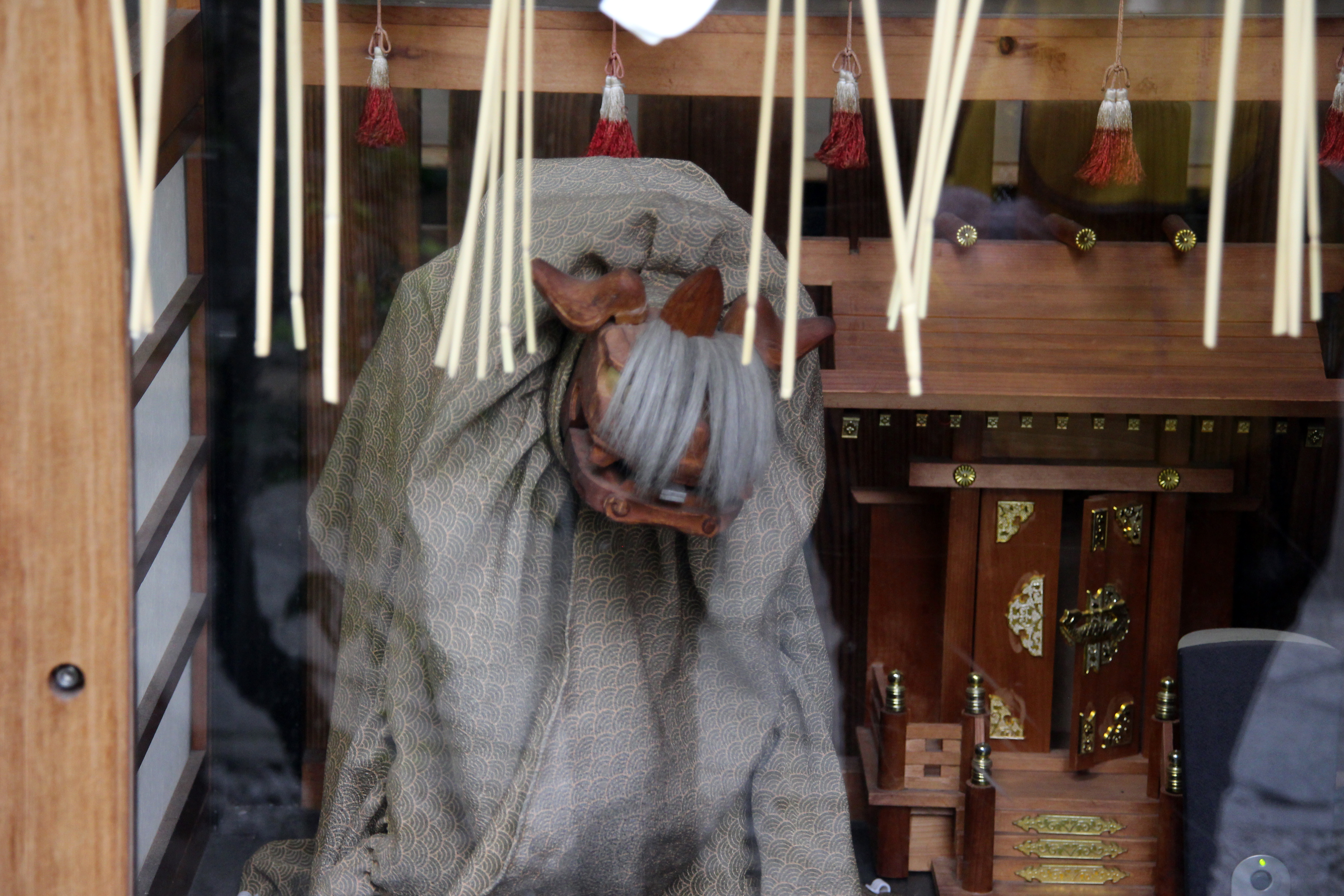
Automate Karakui
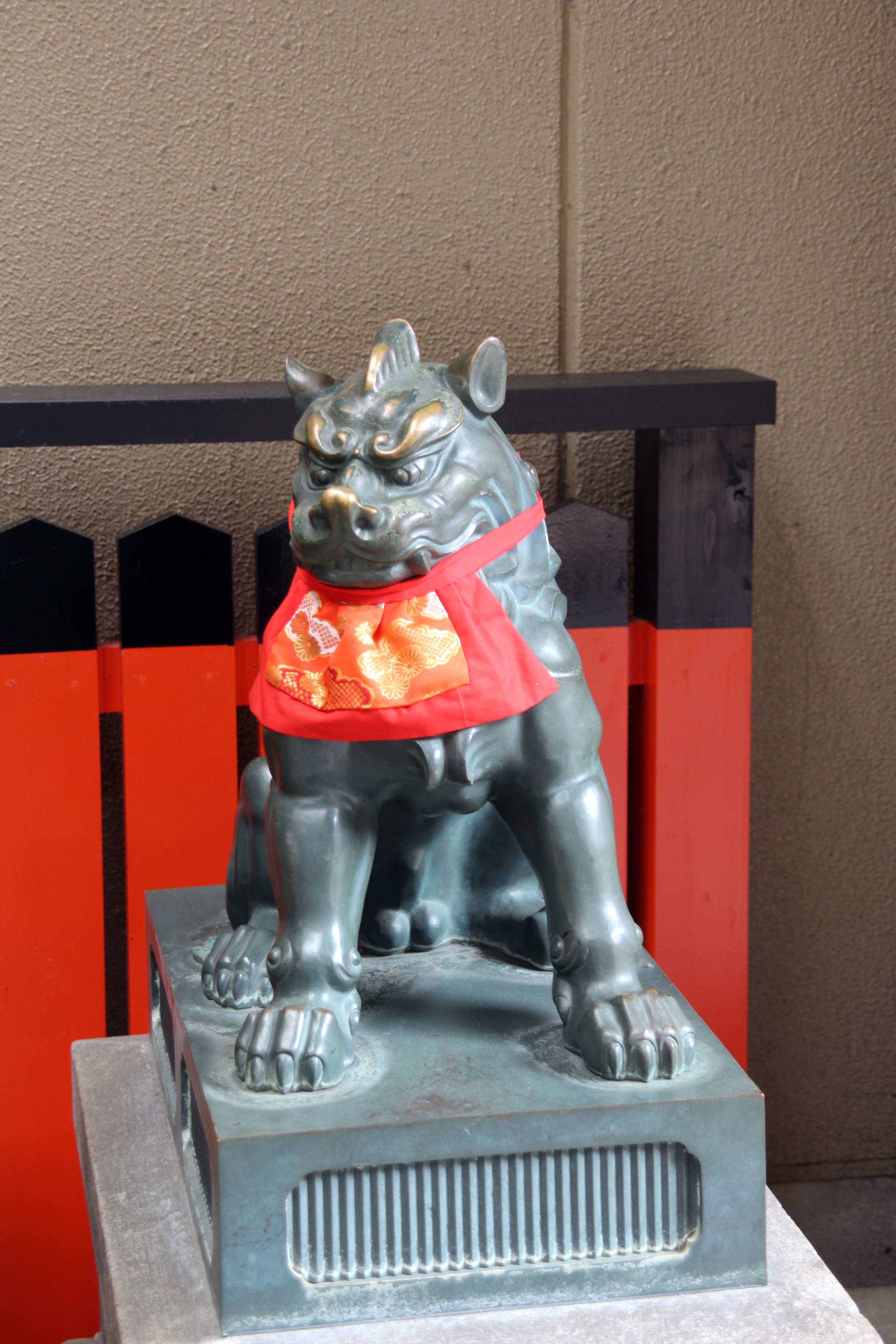
Komainu gardien
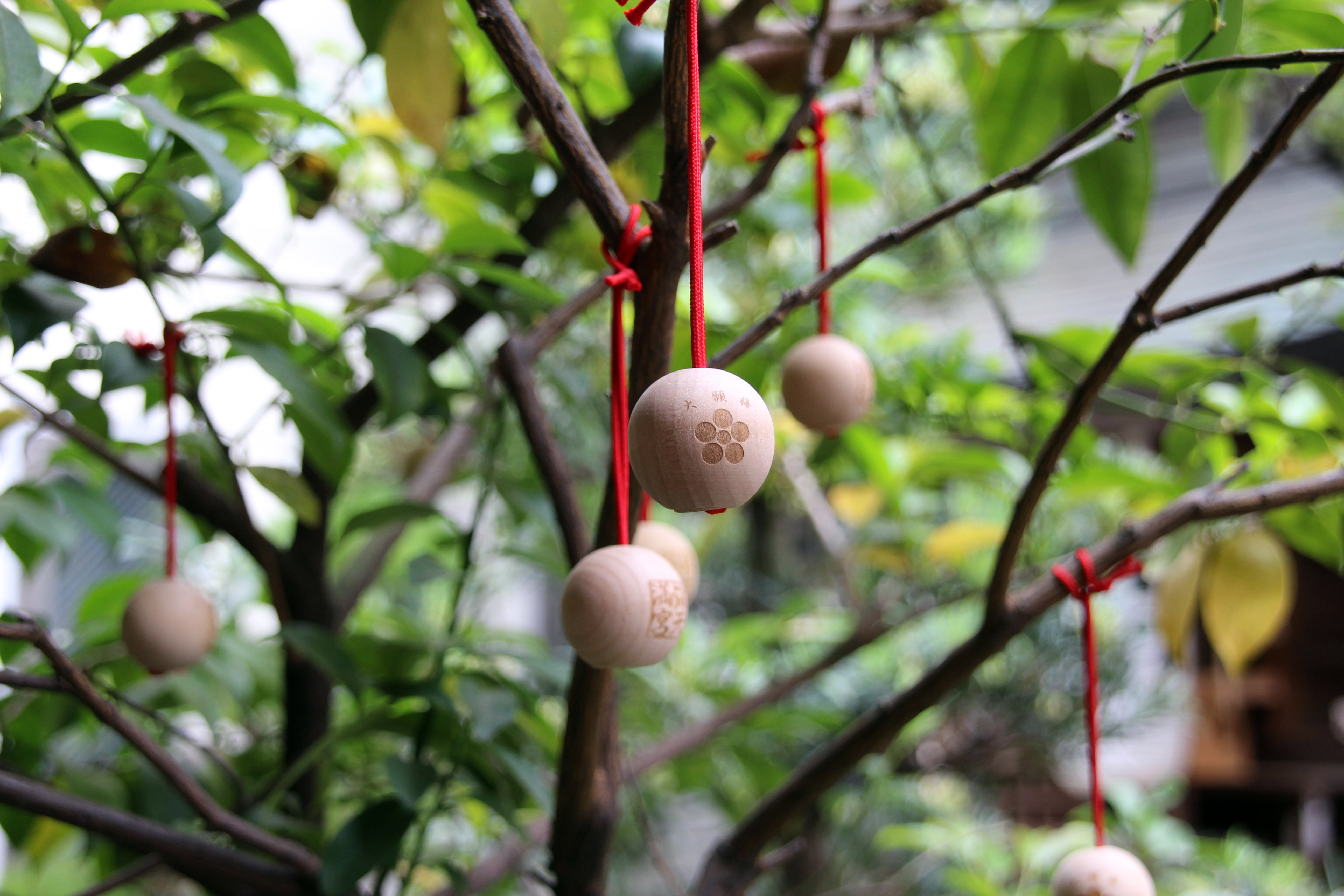
Amulettes
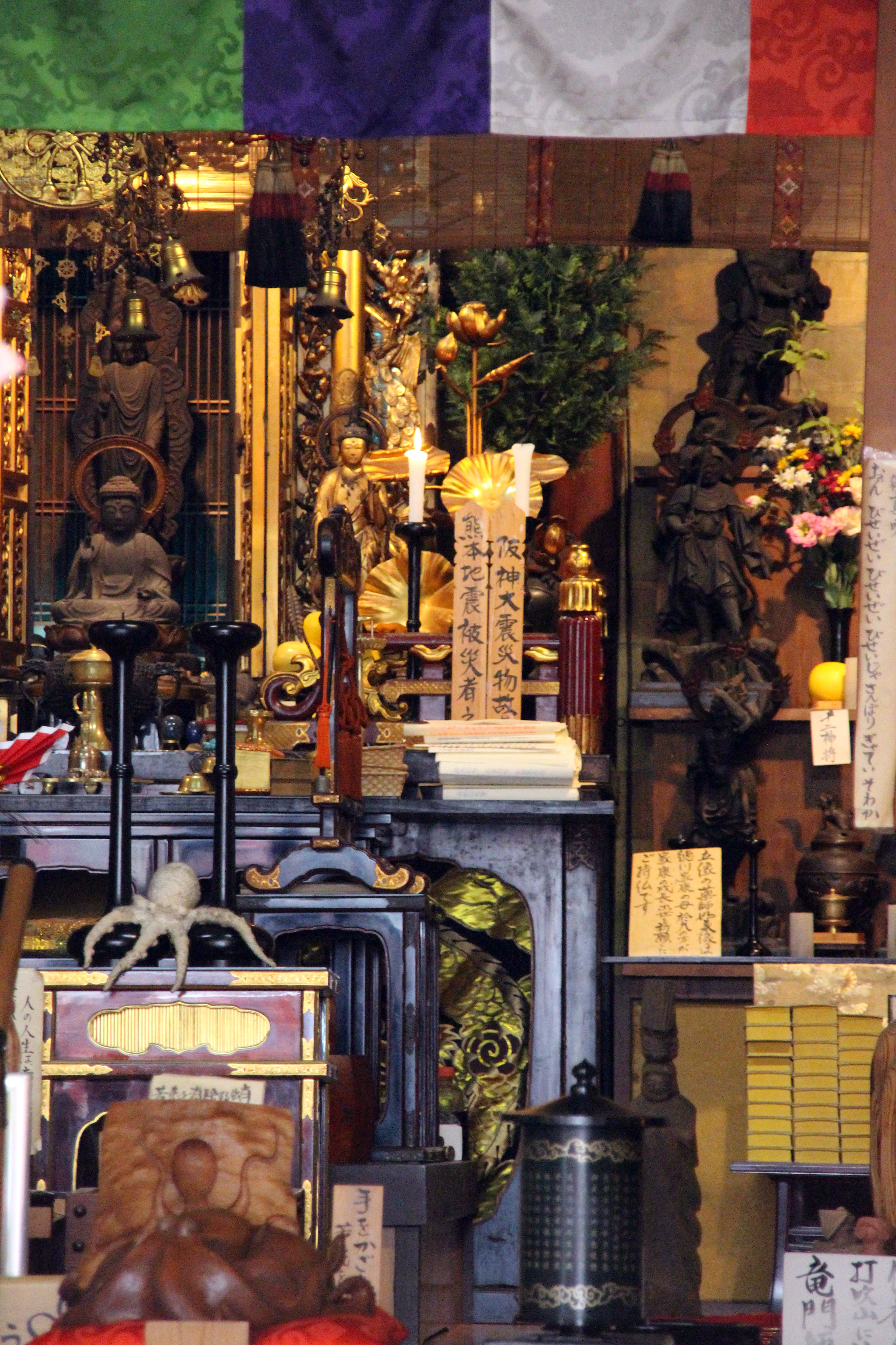
Vue intérieure